# Вибори столиці Олімпійських ігор 2014
Сім міст подали заявки на участь у виборах столиці Олімпійських та Паралімпійських ігор 2014. Кандидатами на проведення ігор були:
- Сочі,  Росія[1]
- Зальцбург,  Австрія
- Пхьончхан,  Південна Корея
- Хака,  Іспанія
- Алмати,  Казахстан
- Софія,  Болгарія
- Боржомі,  Грузія

Виконавча рада МОК відібрала найсильніших міст-кандидатів. Цими містами стали Сочі, Зальцбург та Пхьончхана. У 1-му турі голосування, в якому брали участь 97 учасників-представників країн МОК, вибув австрійський Зальцбург. У 2-му турі перемогу здобула заявка Сочі, вигравши у Пхьончхана 4 голоси (51 проти 47). Вперше Росія мала приймати Зимові Олімпійські ігри.

## Процес виборів
Процес вибору олімпійської столиці починається з того, що Національний олімпійський комітет (НОК) подає заявку свого міста в Міжнародний олімпійський комітет (МОК), і закінчується обранням столиці членами МОК під час чергової сесії. Процес регулюється Олімпійською хартією, як зазначено в главі 5, правилі 34.
Починаючи з 1999 року процес складається з двох етапів. Під час першої фази, яка починається відразу після закінчення терміну подання заявок, «міста-заявники» зобов'язані відповісти на низку запитань, що охоплюють теми, важливі для успіху організації ігор. Ця інформація дозволяє МОК аналізувати можливості майбутніх організаторів, сильні і слабкі сторони їхніх планів. Після детального вивчення поданих анкет і подальших доповідей, Виконавча рада МОК вибирає міста, які беруть участь у наступному етапі. Другий етап є справжньою кандидатською стадією: міста, заявки яких прийняті (далі їх називають «міста-кандидати»), зобов'язані подати другу анкету у вигляді розширеного, детальнішого кандидатського портфеля. Ці портфелі уважно вивчає Оцінювальна комісія МОК, яка складається з членів МОК, представників міжнародних спортивних федерацій, НОК, спортсменів, Міжнародного Паралімпійського Комітету та міжнародних експертів у різних галузях. Члени оцінювальної комісії потім роблять чотириденний огляд кожного з міст-кандидатів, де вони перевіряють запропоновані спортивні споруди і резюмують щодо деталей у кандидатських портфелях. Оцінювальна комісія описує результати своєї перевірки у звіті, який вона надсилає членам МОК за місяць до сесії МОК.
Сесія МОК, на якій обирають місто-організатор, відбувається в країні, яка не подавала заявку на право бути господарем Олімпіади. Вибори проводять активні члени МОК (за винятком почесних і шанованих членів), що прибули на сесію, кожен з яких має один голос. Учасники з країн, місто яких бере участь у виборах, не голосують допоки місто ще не вибуло. Голосування відбувається в кілька раундів, поки одна із заявок не набирає абсолютної більшості голосів; якщо цього не відбувається в першому турі, то заявка з найменшою кількістю голосів вибуває, і голосування повторюється. У разі рівності очок за найменшу кількість голосів, проводиться спеціальний тур голосування із якого переможець виходить до наступного раунду. Після оголошення міста-господаря делегація цього міста підписує «договір міста-господаря» з МОК, який делегує обов'язки організатора ігор місту і відповідному НОК.

### Оцінювання
| Критерій                                                | Weight | Сочі  | Сочі | Зальцбург | Зальцбург | Хака    | Хака    | Алмати    | Алмати    | Пхьончхан      | Пхьончхан      | Софія    | Софія    | Боржомі | Боржомі |
| Критерій                                                |        | Росія |      | Австрія   | Австрія   | Іспанія | Іспанія | Казахстан | Казахстан | Південна Корея | Південна Корея | Болгарія | Болгарія | Грузія  | Грузія  |
| Критерій                                                |        | Min   | Max  | Min       | Max       | Min     | Max     | Min       | Max       | Min            | Max            | Min      | Max      | Min     | Max     |
| ------------------------------------------------------- | ------ | ----- | ---- | --------- | --------- | ------- | ------- | --------- | --------- | -------------- | -------------- | -------- | -------- | ------- | ------- |
| Урядова підтримка, юридичні питання та громадська думка | 2      | 6.6   | 7.5  | 6.6       | 7.2       | 7.3     | 8.1     | 4.7       | 5.9       | 7.9            | 8.5            | 5.1      | 6.4      | 4.5     | 5.6     |
| Загальна інфраструктура                                 | 5      | 5.8   | 6.9  | 7.8       | 8.6       | 4.8     | 6.0     | 6.3       | 7.9       | 6.4            | 7.6            | 4.2      | 5.3      | 2.7     | 4.2     |
| Спортивні комплекси                                     | 4      | 5.5   | 7.1  | 7.2       | 8.4       | 5.0     | 6.6     | 4.7       | 6.9       | 6.8            | 8.1            | 3.6      | 5.4      | 3.4     | 4.9     |
| Олімпійське(і) село(а)                                  | 3      | 7.4   | 8.6  | 7.9       | 8.9       | 4.2     | 6.5     | 6.5       | 8.0       | 5.2            | 7.2            | 4.8      | 6.5      | 5.5     | 7.2     |
| Умови довкілля і вплив на нього                         | 2      | 4.9   | 6.6  | 7.8       | 8.7       | 5.2     | 6.6     | 4.9       | 6.6       | 6.4            | 8.0            | 2.5      | 4.5      | 2.0     | 4.5     |
| Проживання                                              | 5      | 7.3   | 8.3  | 9.6       | 9.6       | 4.3     | 4.8     | 4.9       | 5.9       | 9.6            | 9.6            | 3.9      | 4.1      | 3.0     | 4.1     |
| Транспортна концепція                                   | 3      | 5.9   | 7.7  | 7.1       | 8.6       | 2.6     | 4.3     | 7.6       | 8.8       | 6.6            | 8.0            | 2.6      | 4.3      | 2.2     | 4.3     |
| Безпека і охорона                                       | 3      | 6.0   | 6.7  | 7.6       | 8.2       | 6.8     | 7.3     | 6.0       | 6.5       | 7.4            | 8.1            | 4.3      | 5.3      | 3.4     | 4.7     |
| Досвід минулих спортивних змагань                       | 3      | 5.2   | 7.2  | 8.6       | 9.6       | 6.8     | 8.4     | 3.8       | 5.4       | 8.0            | 9.0            | 5.4      | 7.0      | 2.0     | 4.0     |
| Фінанси                                                 | 3      | 6.0   | 6.8  | 7.0       | 8.0       | 6.5     | 8.0     | 5.6       | 6.8       | 6.2            | 7.6            | 4.6      | 5.8      | 2.8     | 3.5     |
| Загальний проект і спадщина                             | 3      | 5.0   | 7.0  | 8.0       | 9.0       | 3.0     | 5.0     | 4.0       | 7.0       | 7.0            | 8.0            | 3.0      | 5.0      | 2.0     | 4.0     |

- Report by the IOC candidature acceptance working group to the IOC Executive Board

22 червня 2006 президент МОК Жак Рогге з-поміж 7 претендентів заявок назвав імена трьох міст-кандидатів. Ними стали Сочі, Зальцбург і Пхьончхан. На цьому етапі вибули:
- Хака,  Іспанія
- Алмати,  Казахстан
- Софія,  Болгарія
- Боржомі,  Грузія

### Вибори
4 липня 2007 (у Росії було вже 5 липня) в Гватемалі відбулася чергова, 119-я сесія МОК, на якій було обрано місто-господар Олімпіади. Безпосередньо перед голосуванням пройшли презентації міст-претендентів. Сочі представляли спортсмени: Світлана Журова, Євген Плющенко, Михайло Терентьєв (параолімпієць) і Олександр Попов; спортивні функціонери: Вячеслав Фетісов, Олена Анікіна, Шаміль Тарпіщев, Дмитро Чернишенко та Віталій Смирнов; політики: Володимир Путін, Олександр Жуков, Герман Греф, Олександр Ткачов, Віктор Колодяжний.

#### Результати голосування
У 1-му турі голосування, в якому брали участь 97 учасників-представників країн МОК, вибув австрійський Зальцбург. У 2-му турі перемогу здобула заявка Сочі, вигравши у Пхьончхана 4 голоси (51 проти 47). Вперше Росія мала приймати Зимові Олімпійські ігри.
| Місто                     | Місто                     | НОК            | 1-й раунд | 1-й раунд | 2-й раунд | 2-й раунд | Не брали участь у голосуванні члени МОК (14 в 1-му раунді, 11 - у 2-му )                                                    | Не брали участь у голосуванні члени МОК (14 в 1-му раунді, 11 - у 2-му )                                                         |
| ------------------------- | ------------------------- | -------------- | --------- | --------- | --------- | --------- | --- | --- |
| Сочі                      | Сочі                      | Росія          | 34        | 34        | 51        | 51        | Представники країн-претендентів на проведення ігор (8, 5 ).                                                                 | Інші члени МОК (5) |
| Пхьончхан                 | Пхьончхан                 | Південна Корея | 36        | 36        | 47        | 47        | Представники країн-претендентів на проведення ігор (8, 5 ).                                                                 | Інші члени МОК (5) |
| Зальцбург                 | Зальцбург                 | Австрія        | 25        | 25        | —         | —         | - Віталій Смирнов - Шаміль Тарпіщев - Олександр Попов - Лео Валльнер - Томас Бах - Вальтер Трогера - Лі Кун Хі - Пак Ен Сун | - Наваф Фахд Абдель Фейсала - Барбара Кендалл - Нора де Ліхтенштейн - Рандір Сингх - Пернілла Віберг - Жак Рогге (Президент МОК) |
| Місце                     | Деталі голосування        |                |           |           |           |           | - Віталій Смирнов - Шаміль Тарпіщев - Олександр Попов - Лео Валльнер - Томас Бах - Вальтер Трогера - Лі Кун Хі - Пак Ен Сун | - Наваф Фахд Абдель Фейсала - Барбара Кендалл - Нора де Ліхтенштейн - Рандір Сингх - Пернілла Віберг - Жак Рогге (Президент МОК) |
| 119-а сесія МОК Гватемала | Члени з правом голосувати |                |           |           |           |           | - Віталій Смирнов - Шаміль Тарпіщев - Олександр Попов - Лео Валльнер - Томас Бах - Вальтер Трогера - Лі Кун Хі - Пак Ен Сун | - Наваф Фахд Абдель Фейсала - Барбара Кендалл - Нора де Ліхтенштейн - Рандір Сингх - Пернілла Віберг - Жак Рогге (Президент МОК) |
| 119-а сесія МОК Гватемала | Учасники                  |                |           |           |           |           | - Віталій Смирнов - Шаміль Тарпіщев - Олександр Попов - Лео Валльнер - Томас Бах - Вальтер Трогера - Лі Кун Хі - Пак Ен Сун | - Наваф Фахд Абдель Фейсала - Барбара Кендалл - Нора де Ліхтенштейн - Рандір Сингх - Пернілла Віберг - Жак Рогге (Президент МОК) |
| 119-а сесія МОК Гватемала | Утрималися                |                |           |           |           |           | - Віталій Смирнов - Шаміль Тарпіщев - Олександр Попов - Лео Валльнер - Томас Бах - Вальтер Трогера - Лі Кун Хі - Пак Ен Сун | - Наваф Фахд Абдель Фейсала - Барбара Кендалл - Нора де Ліхтенштейн - Рандір Сингх - Пернілла Віберг - Жак Рогге (Президент МОК) |
| 119-а сесія МОК Гватемала | Дійсні бюлетені           |                |           |           |           |           | - Віталій Смирнов - Шаміль Тарпіщев - Олександр Попов - Лео Валльнер - Томас Бах - Вальтер Трогера - Лі Кун Хі - Пак Ен Сун | - Наваф Фахд Абдель Фейсала - Барбара Кендалл - Нора де Ліхтенштейн - Рандір Сингх - Пернілла Віберг - Жак Рогге (Президент МОК) |

О 4:47 за московським часом у Гватемалі Леонід Тягачов (президент Олімпійського комітету Росії) підписав контракт з МОК на проведення Ігор 2014 року в Сочі. Разом з ним від російської сторони підписи поставили губернатор Краснодарського краю Олександр Ткачов і мер Сочі Віктор Колодяжний  .
1. ↑  Згідно з Олімпійською хартією, представники від ФРН не можуть брати участь в голосуванні, бо за заявкою Зальцбурга одне з місць проведення змагань міститься у Німеччині
2. ↑  Представники Німеччини і Австрії не брали участь тільки в 1-му раунді голосування, до вибуття Зальцбурга
3. ↑  Згідно з Олімпійською хартією, представники від ФРН не можуть брати участь в голосуванні, бо за заявкою Зальцбурга одне з місць проведення змагань міститься у Німеччині